# كيلي راسيل
كيلي راسيل هو موسيقي ومنتج أسطوانات كندي، ولد في 30 يونيو 1956 في سانت جونز في كندا.

## وصلات خارجية
- الموقع الرسمي
- كيلي راسيل على موقع IMDb (الإنجليزية)
- كيلي راسيل على موقع ميوزك برينز (الإنجليزية)
- كيلي راسيل على موقع أول ميوزيك (الإنجليزية)
- كيلي راسيل على موقع ديسكوغز (الإنجليزية)